# Juruti
Juruti is een gemeente in de Braziliaanse deelstaat Pará. De gemeente telt 35.530 inwoners (schatting 2009).

## Geografie

### Hydrografie
De plaats ligt aan de rivier de Amazone. De Igarapé Juruti Grande ontspringt in de gemeente en mondt uit in de Amazone. Er liggen een aantal meren in de gemeente o.a. Lago Juruti Mirim, Lago Curumucuri en Lago Grande do Curuai (bestaande uit meerdere meren). De rivier de Mamuru stroomt in het zuiden van de gemeente. De Aruã en de Braço Grande do Arapiuns ontspringen in de gemeente.

### Aangrenzende gemeenten
De gemeente grenst aan Aveiro, Óbidos, Oriximiná, Santarém, Terra Santa en Parintins (AM).

## Verkeer en vervoer

### Wegen
Juruti is via de hoofdweg PA-257 verbonden met de gemeente Santarém.

### Waterwegen
De plaats heeft een veerdienstverbinding met Santarém.

### Spoor
De spoorlijn van Estrada de Ferro Juruti in eigendom van de Amerikaanse aluminiumproducent Alcoa is verbonden met de haven Alcoa Porto in Juruti en een bauxietmijn.

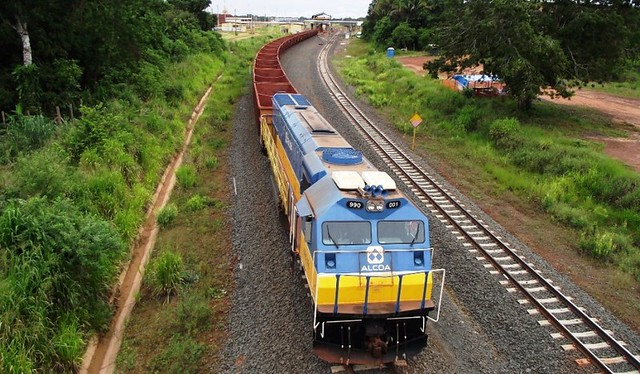
Trein in Juruti

### Luchtverkeer
- Aeródromo de Juruti